# Katsiaryna Zakreuskaya
Katsiaryna Zakreuskaya est une ancienne joueuse de volley-ball biélorusse née le 29 septembre 1986 à Hrodna. Elle mesure 1,86 m et jouait au poste de réceptionneuse-attaquante. Elle a totalisé 23 sélections en équipe de Biélorussie.

## Clubs
| Club                    | De        | À         |
| ----------------------- | --------- | --------- |
| Atlant Baranovichi      | 2004-2005 | 2009-2010 |
| MKE Ankaragücü          | 2010-2011 | 2010-2011 |
| CV 2004 Tomis Constanţa | 2011-2012 | 2011-2012 |
| Rabita Bakou            | 2012-2013 | 2012-2013 |
| Proton Balakovo         | jan 2013  | mai 2013  |
| Oufimotchka Oufa        | 2013-2014 | 2013-2014 |
| CS Ştiinţa Bacău        | jan 2014  | mai 2014  |
| MKS Dąbrowa Górnicza    | 2014-2015 | 2014-2015 |
| Atlant Baranovichi      | 2015-2016 | 2015-2016 |

## Palmarès
- Championnat de Biélorussie
  - Vainqueur : 2006, 2008, 2009.
- Championnat de Roumanie
  - Vainqueur : 2012, 2014.
- Coupe de Roumanie
  - Vainqueur : 2014.